# Szkoła Główna Gospodarstwa Wiejskiego w Warszawie

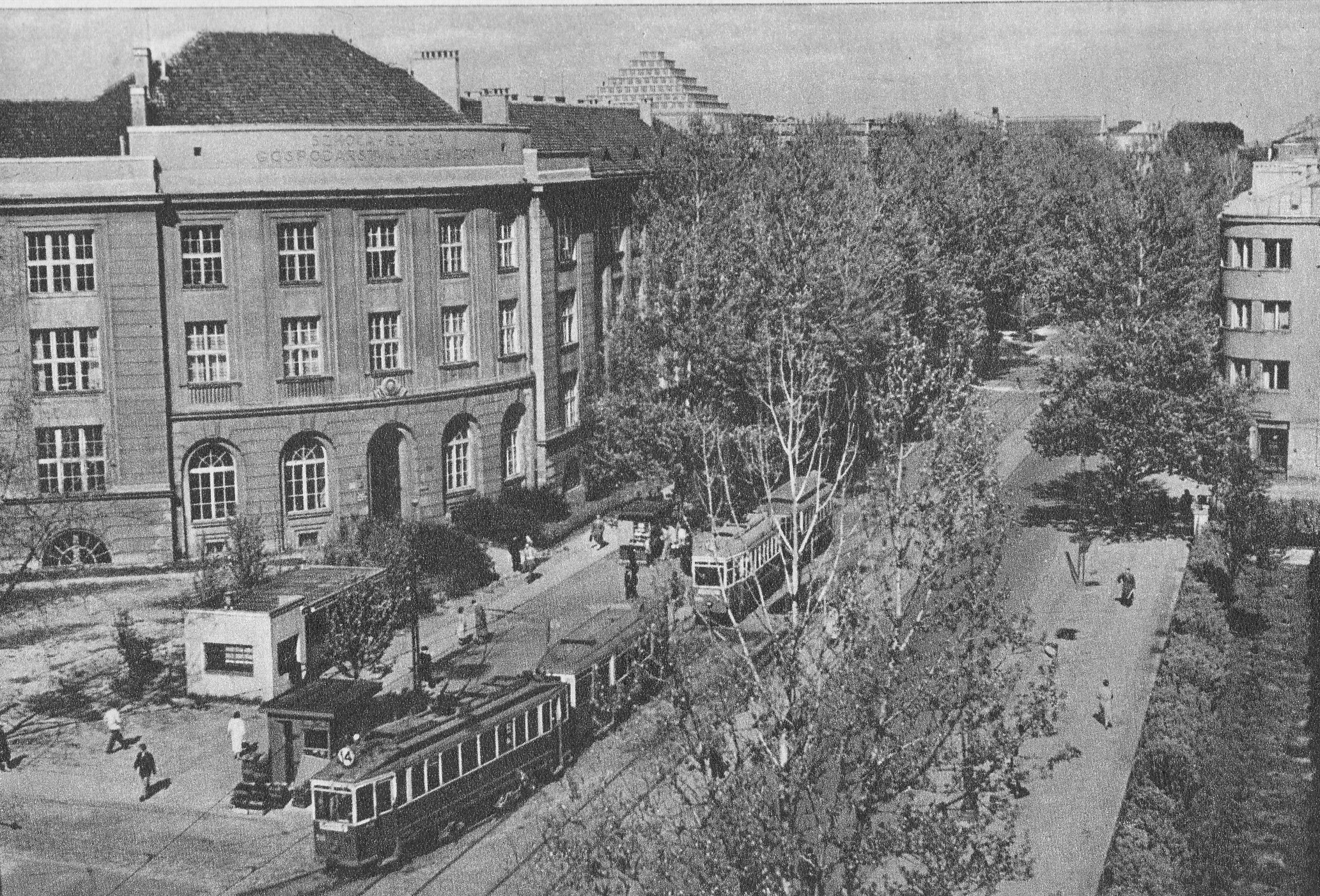
Dawny kompleks budynków uczelni przy ul. Rakowieckiej (po lewej) w latach 50.

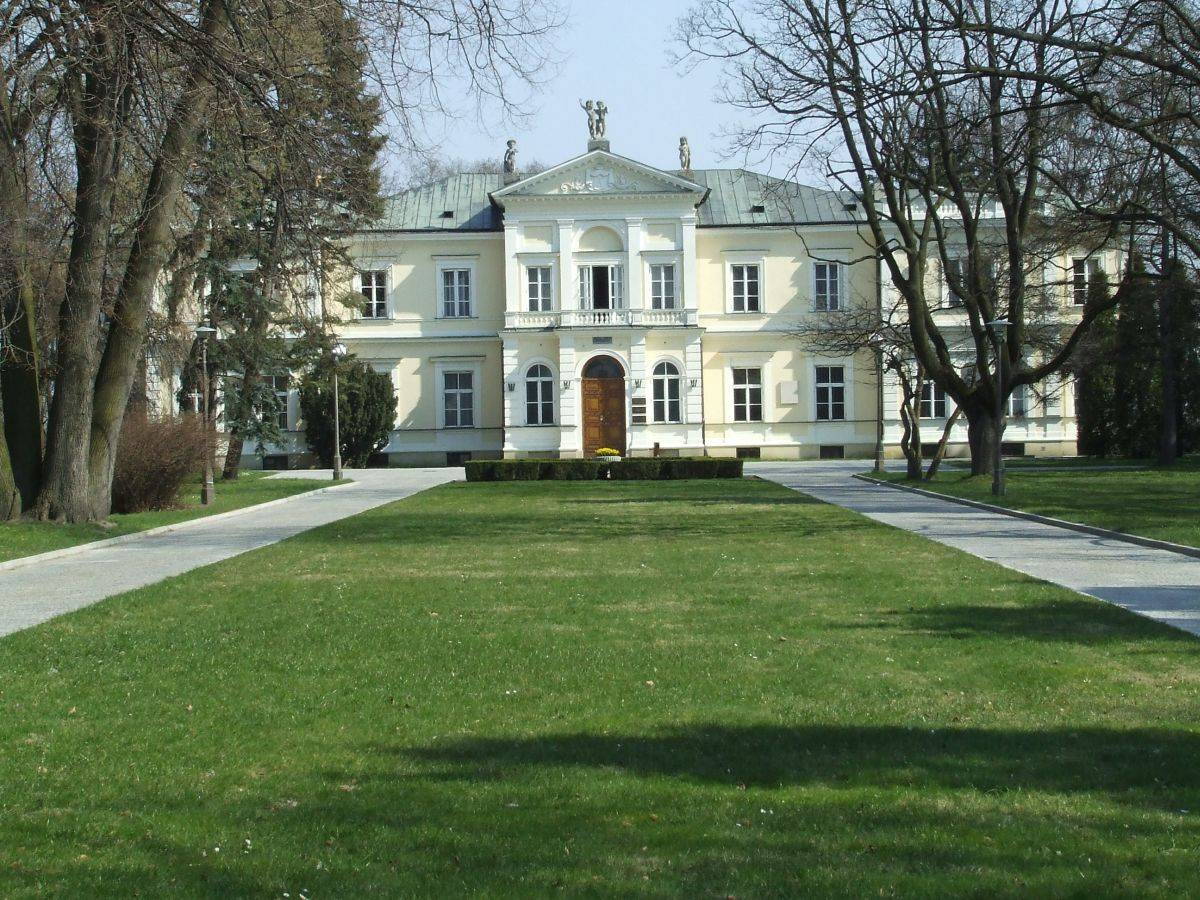
Pałac Krasińskich, siedziba rektoratu uczelni

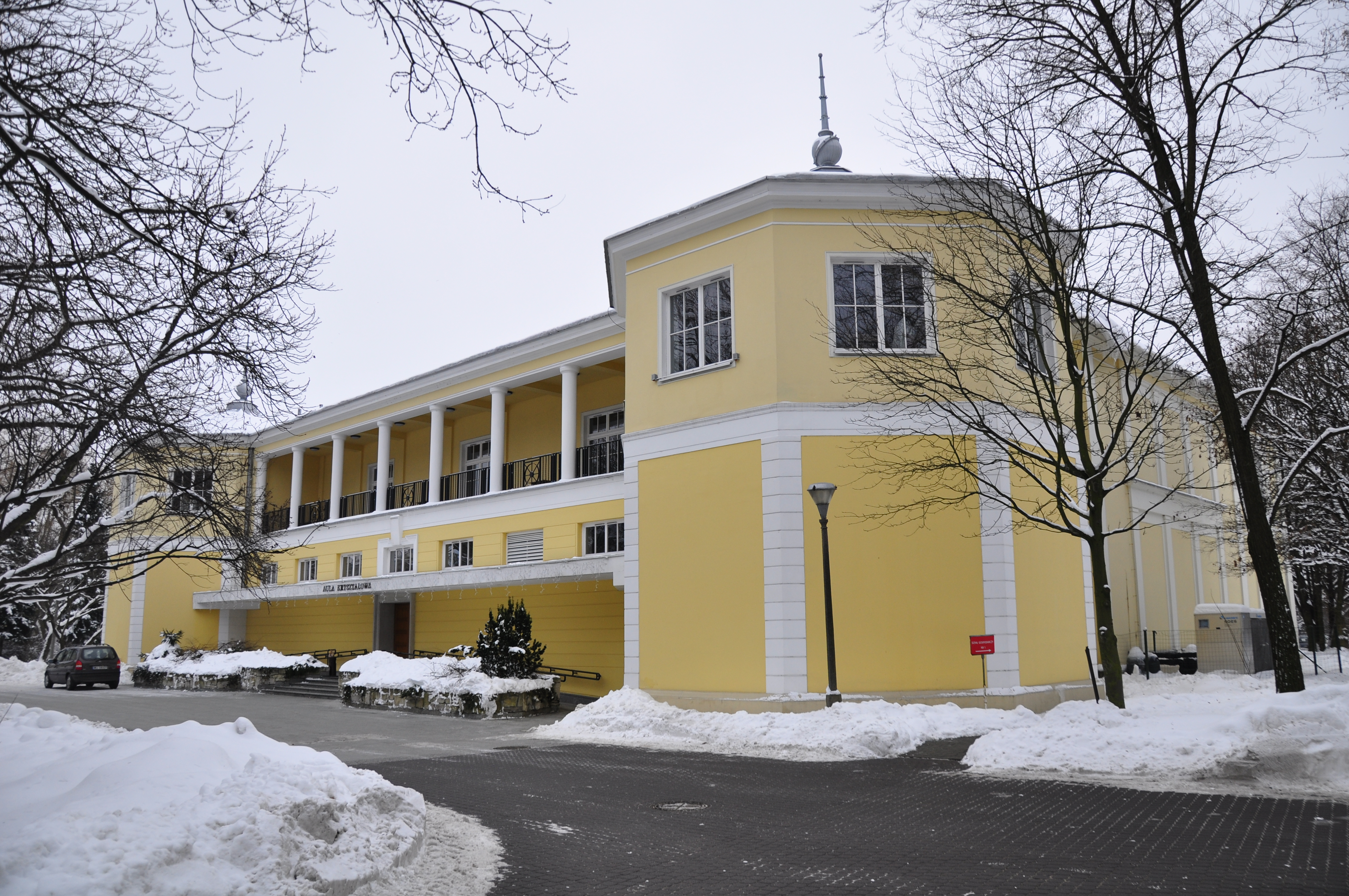
Aula Kryształowa

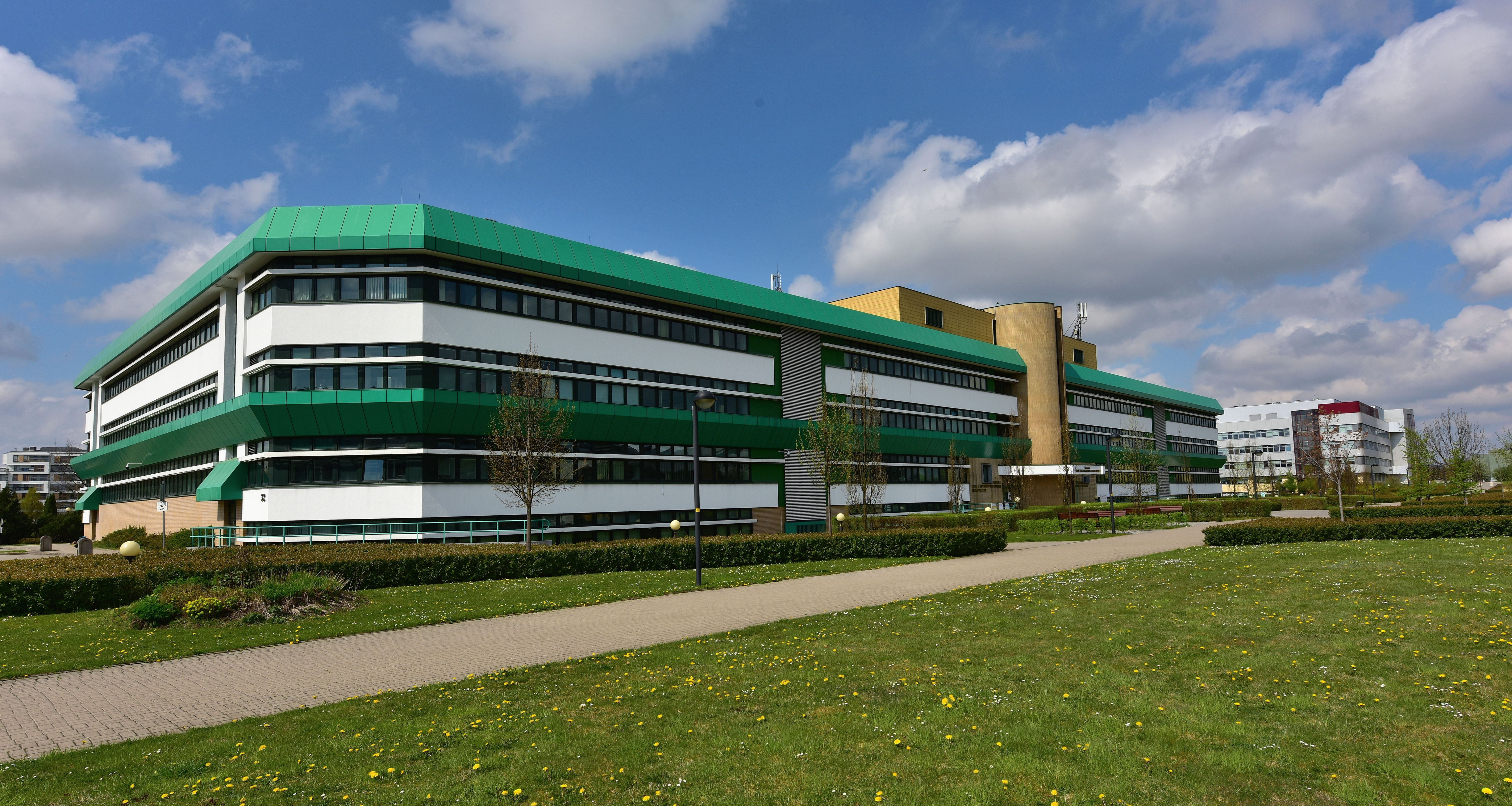
Gmach im. Eugeniusza Pijanowskiego, siedziba Wydziału Nauk o Żywieniu Człowieka i Konsumpcji

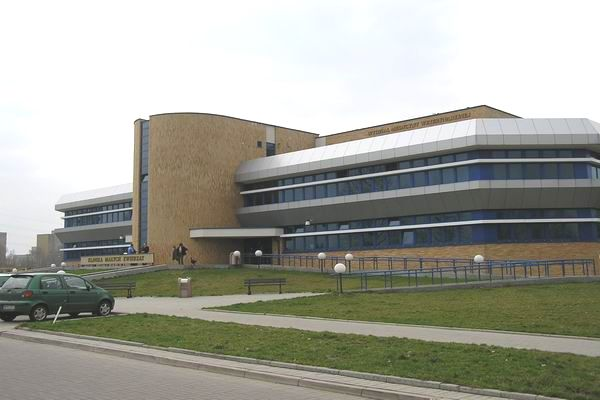
Budynek Kliniki Małych Zwierząt

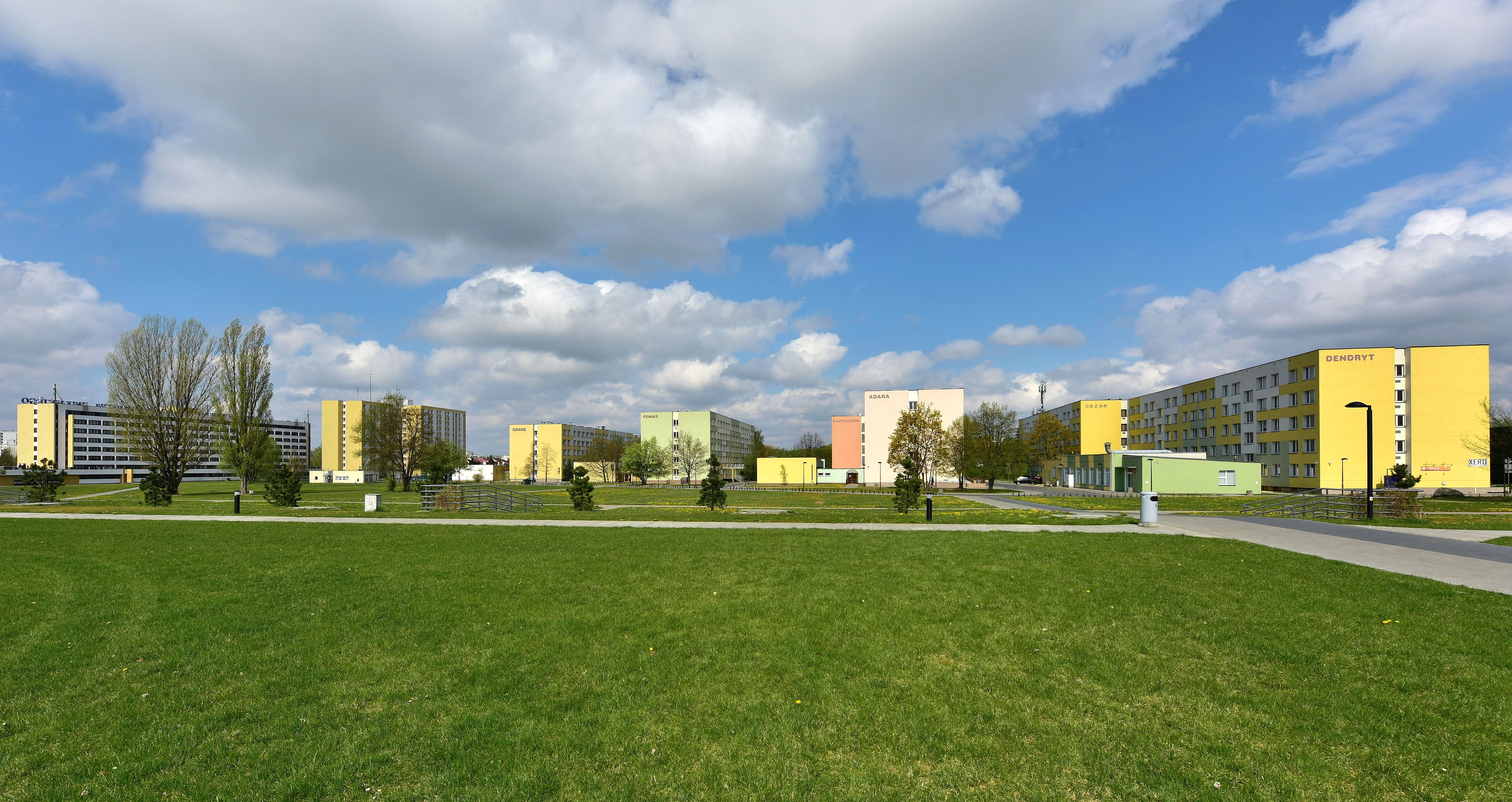
Kompleks domów studenckich w kampusie SGGW

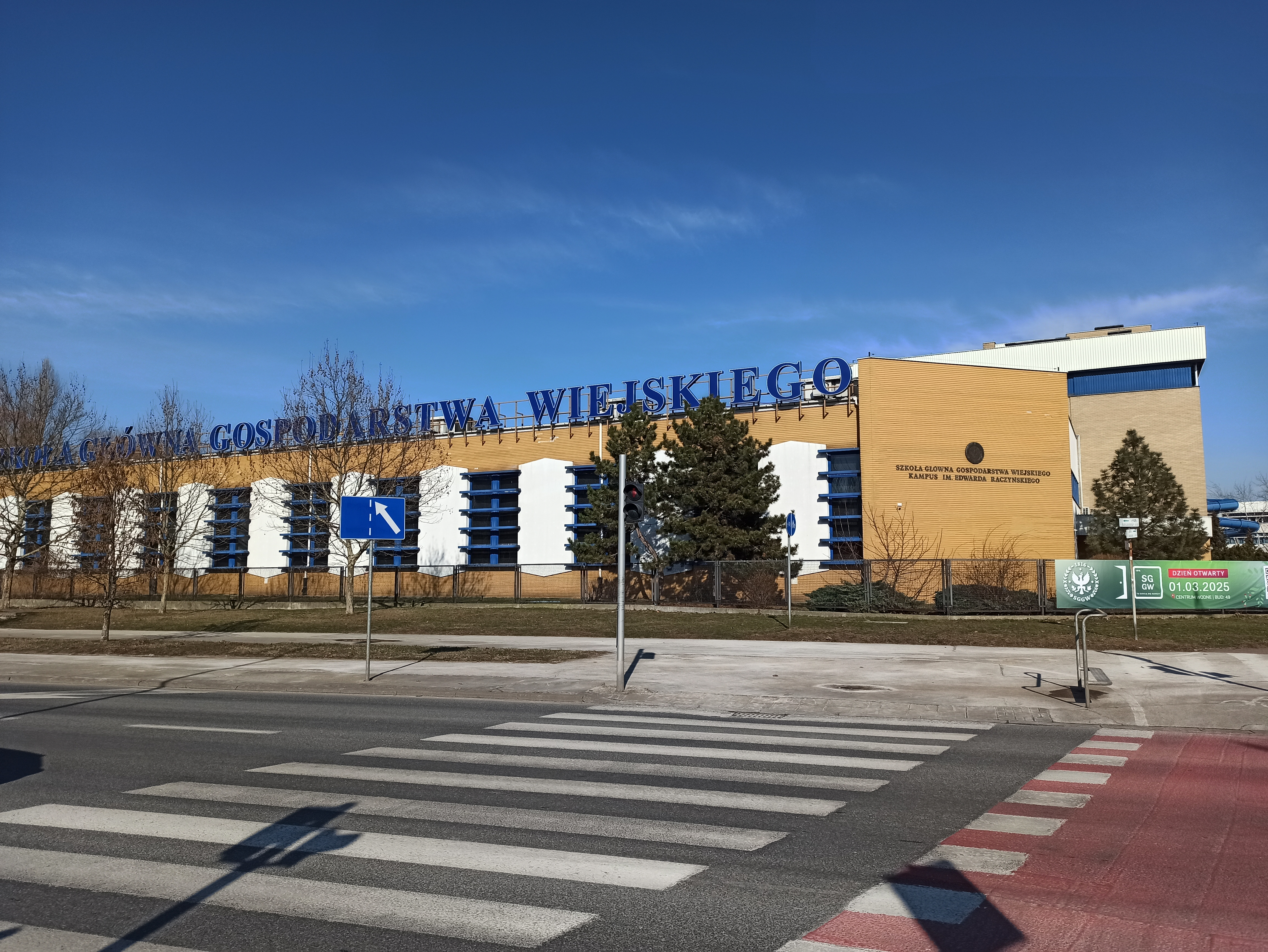
Budynek SGGW z napisem Kampus im. Edwarda Raczyńskiego

Szkoła Główna Gospodarstwa Wiejskiego w Warszawie (SGGW) – uczelnia o profilu rolniczym i przyrodniczym w Warszawie. Jej początki sięgają 23 września 1816, kiedy utworzono Instytut Agronomiczny w miejscowości Marymont (obecnie w dzielnicy Bielany). De facto istnieje od 1918 roku, kiedy to Instytut Agronomiczny ostatecznie przyjął nazwę Królewsko-Polskiej Szkoły Głównej Gospodarstwa Wiejskiego, a w 1919 roku uczelnię upaństwowiono i nadano obecną nazwę.

## Historia
23 września 1816 we wsi Marymont założono Instytut Agronomiczny, jego siedzibą był wówczas pałacyk królowej Marysieńki Sobieskiej, pierwszy dyrektorem został Jerzy Beniamin Flatt. Instytutowi przydzielono dobra rządowe – Marymont, Bielany oraz folwarki Ruda, Wawrzyszew i Buraków. Nauka była prowadzone na poziomie elementarnym (kształcenie wykwalifikowanych robotników) oraz wyższym (dla przyszłych ekonomów i zarządców).
W ramach instytutu powstał Rządowy Instytut Weterynarii, całość w 1840 przekształcono w Instytut Gospodarstwa Wiejskiego i Leśnictwa. Próby rusyfikacji polskich szkół doprowadziły ówczesny instytut na skraj likwidacji, szkoła została przeniesiona najpierw do Puław, a potem do Rosji. Do stolicy Polski wróciła w 1918 roku wraz z odzyskaniem niepodległości, uczelnia została w 1919 roku upaństwowiona i przemianowana na Szkołę Główną Gospodarstwa Wiejskiego. Pierwszymi jej wydziałami były rolniczy i leśny, od 1921 także ogrodniczy. Ok. 1925 wzniesiono budynki uczelni przy ul. Rakowieckiej 26/30 według projektu Tadeusza Zielińskiego. W Rogowie i w Skierniewicach powstały zakłady doświadczalne.
W roku akademickim 1937/1938 SGGW jako jedna z pierwszych uczelni w Polsce wprowadziła getto ławkowe.
W okresie II wojny światowej, w czasie okupacji niemieckiej, uczelnia prowadziła tajne nauczanie, jak również zajęcia w Miejskiej Szkole Ogrodniczo-Rolniczej i Prywatnej Szkoły Rybackiej. Jej budynki nie zostały zniszczone,  w okresie okupacji mieściły się w nich koszary dla żołnierzy niemieckich obsługujących artylerię przeciwlotniczą na Polu Mokotowskim. Biblioteka SGGW utraciła jedynie 7% swoich zbiorów (3325 z 44 035 jednostek).
Uczelnia wznowiła działalność akademicką 15 maja 1945 roku. Na uruchomione wydziały: Rolny, Ogrodniczy i Leśny zapisało się 600 studentów. 
Wkrótce nastąpił dalszy rozwój uczelni. Już w 1951 istniały wydziały: Melioracji Rolnych, Technologii Drewna, Zootechniki, później powstała sekcja kształtowania terenów zielonych, obecnie Wydział Architektury Krajobrazu. Do szkoły przyłączono w 1952 wyłączony z Uniwersytetu Warszawskiego Wydział Weterynaryjny.
W 1956 roku decyzją Rady Ministrów SGGW otrzymała tereny na Ursynowie oraz sąsiadujące gospodarstwa Wolica, Natolin i Wilanów, tam właśnie postępował rozwój uczelni – powstały wydziały Techniki Rolniczej oraz Żywienia Człowieka (1973). Zagospodarowanie terenu kampusu jest dziełem dr. inż. Przemysława Wolskiego. Ostatecznie na całkowite przeniesienia kampusu na Ursynów zdecydowano się w 2001 roku.
W maju 1991 r. zmieniono nazwę uczelni ze Szkoły Głównej Gospodarstwa Wiejskiego − Akademii Rolniczej w Warszawie na Szkołę Główną Gospodarstwa Wiejskiego w Warszawie.
Rektorat uczelni mieści się w zabytkowym pałacu należącym do Juliana Ursyna Niemcewicza, który ze względu na swą funkcję nazywany jest „pałacykiem Rektorskim”.
Od 1983 roku corocznie uczelnia organizuje cykl imprez juwenaliowych pod nazwą Ursynalia.

## Wydziały
Obecnie większość budynków uczelni mieści się na Ursynowie. Studenci kształcą się na następujących wydziałach:
- Wydział Rolnictwa
- Wydział Biologii i Biotechnologii
- Wydział Medycyny Weterynaryjnej
- Wydział Leśny
- Wydział Ogrodnictwa
- Wydział Budownictwa i Inżynierii Środowiska
- Wydział Technologii Drewna
- Wydział Hodowli, Bioinżynierii i Ochrony Zwierząt
- Wydział Technologii Żywności
- Wydział Żywienia Człowieka
- Wydział Inżynierii Produkcji
- Wydział Ekonomiczny
- Wydział Socjologii i Pedagogiki
- Wydział Zastosowań Informatyki i Matematyki.

Prowadzone są również zajęcia w ramach studiów międzywydziałowych w następujących jednostkach:
- Międzywydziałowe Studium Biotechnologii
- Międzywydziałowe Studium Gospodarki Przestrzennej
- Międzywydziałowe Studium Ochrony Środowiska
- Międzywydziałowe Studium Turystyki i Rekreacji.

Rolnicze i leśne zakłady doświadczalne, podlegające pod uczelnię:
- Rolniczy Zakład Doświadczalny Wilanów–Obory
- Rolniczy Zakład Doświadczalny w Żelaznej
- Stacja Doświadczalna Wydziału Rolnictwa i Biologii w Skierniewicach
- Leśny Zakład Doświadczalny w Rogowie[13].

Od 1 października 2019 roku głównymi jednostkami organizacyjnymi uczelni są instytuty oraz wydziały. Wydziały są odpowiedzialne za kształcenie na kierunkach studiów. Instytuty organizują działalność naukową i badawczą w ramach dyscyplin naukowych. Badania naukowe prowadzone są w następujących instytutach:
- Instytut Biologii
- Instytut Ekonomii i Finansów
- Instytut Informatyki Technicznej
- Instytut Inżynierii Lądowej
- Instytut Inżynierii Mechanicznej
- Instytut Inżynierii Środowiska
- Instytut Medycyny Weterynaryjnej
- Instytut Nauk Drzewnych i Meblarstwa
- Instytut Nauk Leśnych
- Instytut Nauk Ogrodniczych
- Instytut Nauk o Zwierzętach
- Instytut Nauk o Żywności
- Instytut Nauk o Żywieniu Człowieka
- Instytut Nauk Socjologicznych i Pedagogiki
- Instytut Rolnictwa
- Instytut Zarządzania

Na uczelni są również jednostki ogólnouczelniane takie jak:
- Biblioteka Główna im. Władysława Grabskiego
- Centrum Wodne
- Muzeum SGGW
- Uniwersytet Otwarty
- Studium Praktycznej Nauki Języków Obcych
- Studium Wychowania Fizycznego i Sportu.

## Władze uczelni w kadencji 2024−2028
- Rektor: prof. dr hab. Michał Zasada
- Prorektor ds. Rozwoju: dr hab. Marcin Gołębiewski
- Prorektor ds. Nauki: prof. dr hab. inż. Tomasz Okruszko
- Prorektor ds. Dydaktyki: prof. dr hab. Jarosław Gołębiewski
- Prorektor ds. Współpracy Międzynarodowej: dr hab. Marta Mendel
- Kanclerz: dr inż. Władysław Skarżyński

## Rektorzy
Dyrektorzy Instytutu Agronomicznego:
- Jerzy Beniamin Flatt 1816–1831
- Michał Oczapowski 1836–1853
- Seweryn Zdzitowiecki 1853–1859
- Stanisław Przystański 1859–1861
- Dominik Okiński 1862–1865
- Antoni Zieliński 1865–1869

Rektorzy Szkoły Głównej Gospodarstwa Wiejskiego:
- Józef Mikułowski-Pomorski 1918–1920
- Tadeusz Miłobędzki 1920–1921
- Stefan Biedrzycki 1921–1922
- Wacław Dąbrowski 1922–1923
- Jan Sosnowski 1923–1925
- Zdzisław Ludkiewicz 1925–1926
- Władysław Grabski 1926–1928
- Józef Mikułowski-Pomorski 1928–1929
- Stefan Biedrzycki 1929–1932
- Jan Sosnowski 1932–1933
- Marian Górski 1933–1936
- Jan Miklaszewski 1936–1944
- Franciszek Staff 1944–1947
- Marian Górski (1947–1949)
- Antoni Kleszczycki 1949–1955
- Kazimierz Krysiak 1955–1962
- Antoni Kleszczycki 1962–1969
- Zbigniew Muszyński 1969–1975
- Henryk Jasiorowski 1975–1981
- Maria Joanna Radomska 1981–1987
- Wiesław Barej 1987–1990
- Jan Górecki 1990–1996
- Włodzimierz Kluciński 1996–2002
- Tomasz Borecki 2002–2008
- Alojzy Szymański 2008–2016
- Wiesław Bielawski 2016–2020
- Michał Zasada (od 1 września 2020)

## Doktorzyhonoris causa
- Antoni Rutkowski (1990)
- Jan Boczek (1997)
- Włodzimierz Kamiński (2000)[17]

## Odznaczenia
- Medal „Pro Memoria” (2014)[18]